# Fundacja Polsat
Fundacja Polsat – ogólnopolska fundacja z siedzibą w Warszawie, która ma na celu udzielanie pomocy dzieciom oraz osobom w trudnej sytuacji życiowej. Została założona 6 grudnia 1996.
Fundacja prowadzi m.in. publiczne zbiórki pieniędzy. Pozyskiwane środki przeznaczane są głównie na różnorodne specjalistyczne leczenie, środki farmaceutyczne, skomplikowane zabiegi operacyjne, czy inne formy pomocy najmłodszym pacjentom.
Darczyńcami Fundacji są rozmaite przedsiębiorstwa, np. w 2010 r. największy wkład miały Procter and Gamble, PTK Centertel, Polkomtel, Polska Telefonia Cyfrowa, Telewizja Polsat i Danone. W 2010 Fundacja uzyskała przychód z działalności statutowej w wysokości 18 392 478,58 PLN i poniosła 16 681 519,30 PLN kosztów tej działalności. Prezesem jest Krystyna Aldridge-Holc.

## Wybrane projekty fundacji
- „Podaruj Dzieciom Słońce” – kampania organizowana wspólnie z Procter & Gamble, z której dochód przeznaczany jest na rozwiązanie problemów placówek pediatrycznych.
- „Prosto do Europy” – program badań przesiewowych oraz działań profilaktyczno-terapeutycznych, mających na celu zahamowanie procesu powstawania wad postawy u dzieci.
- „Podziel się Posiłkiem” – program organizowany wspólnie z firmą Danone i Federacją Polskich Banków Żywności.
- „Rodzina – Dom Budowany Miłością” – program organizowany razem z Fundacją Przyjaciółka, mający na celu wspieranie rodzinnych form opieki zastępczej.

## Nagrody i wyróżnienia
Nagrody i wyróżnienia przyznane Fundacji Polsat i jej pracownikom:
- „Order Uśmiechu” dla prezes Fundacji Polsat, Małgorzaty Żak (1998)
- medal „Amicus Minorum” za działalność na rzecz osób niepełnosprawnych (2002)
- Order Świętego Stanisława dla prezes Fundacji Polsat, Małgorzaty Żak, „za odwagę czynienia dobra” przyznany przez Wielką Narodową Kapitułę Orderu Św. Stanisława (2003)
- Sukces Roku 2003 w Ochronie Zdrowia – Liderzy Medycyny – nagroda miesięcznika Menedżer Zdrowia
- „Parasol Szczęścia” dla Fundacji Polsat za zaangażowanie w działalność społeczną prowadzoną w ramach akcji „Podaruj Dzieciom Słońce” (2004)
- Sukces Roku 2004 w Ochronie Zdrowia – Liderzy Medycyny – nagroda miesięcznika Menedżer Zdrowia
- Sukces Roku 2005 w Ochronie Zdrowia – Liderzy Medycyny – nagroda miesięcznika Menedżer Zdrowia
- Nagroda Rzecznika Praw Dziecka - za pomysłowość i efektywność programów "Podaruj Dzieciom Słońce", "Podziel się Posiłkiem", "Mikołajkowy Blok Reklamowy" i "Prosto do Europy" (2006)
- Nagroda Inicjatywa Roku dla programu "Podziel się Posiłkiem" (2007)
- Oznaczenie Zasłuszonemu Polskiego Towarzystwa Lekarskiego dla Małgorzaty Żak i zarządu Fundacji Polsat (2007)
- Ambasador Polskiej Pediatrii (2007)
- Oznaczenie Zasłuszonemu Polskiego Towarzystwa Lekarskiego dla Małgorzaty Żak i zarządu Fundacji Polsat (2008)
- Nagroda Inicjatywa Roku dla programu "Podziel się Posiłkiem" (2008)
- Order Ambasadora Rozwoju Profilaktyki Zdrowia w Polsce (2009)
- Odznaka Honorowa za Zasługi dla Ochrony Praw Dziecka (2018)[8]